# Бєляєв Сергій Миколайович
Сергій Миколайович Бєляєв (8 травня 1960 — 6 вересня 2020) — казахський стрілець, дворазовий срібний призер Олімпійських ігор 1996 року.

## Виступи на Олімпійських іграх
| Олімпіада    | Дисципліна                            | Місце |
| ------------ | ------------------------------------- | ----- |
| Атланта 1996 | пневматична гвинтівка, 10 метрів      | 38    |
| Атланта 1996 | гвинтівка лежачи, 50 метрів           | 2     |
| Атланта 1996 | гвинтівка з трьох положень, 50 метрів | 2     |